# Meteorologi
För vetenskapen om mätteknik, se Metrologi.

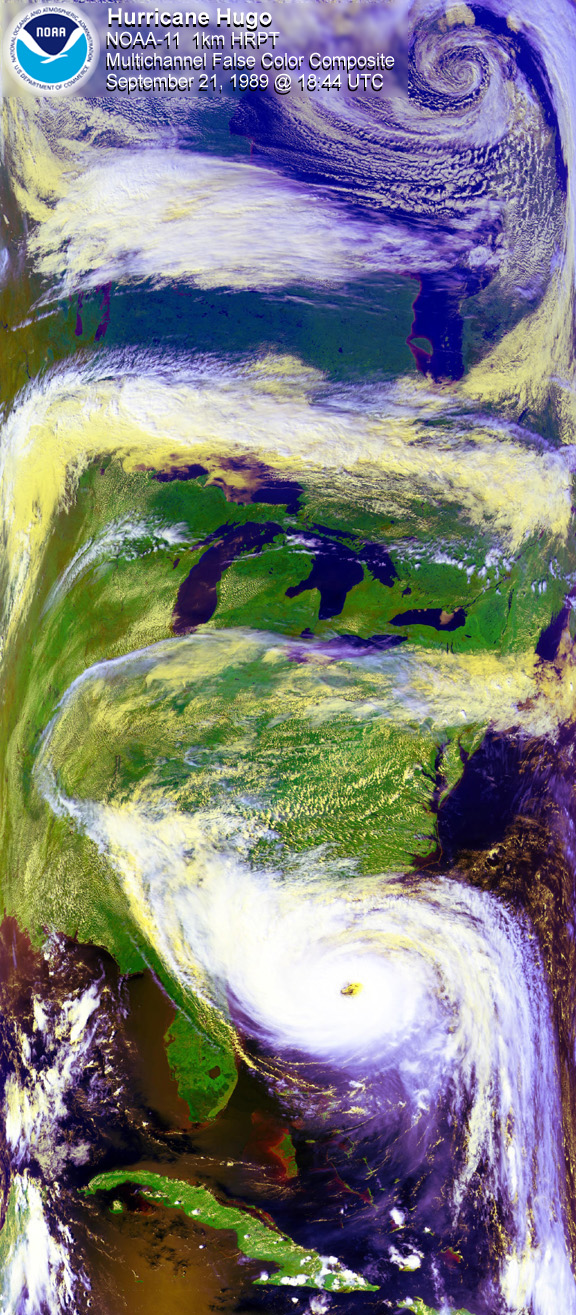
Orkanen Hugo (1989).

Meteorologi (av grekiska μετέωρος, "meteoros", som betyder "i luften befintlig" vilket kan jämföras med begreppet meteor, och λογία, "logia", som betyder lära eller vetenskap) är vetenskapen om jordatmosfärens fysik och kemi och inkluderar därmed allt som har med väder att göra. Meteorologin arbetar huvudsakligen med analyser, förklaringsmodeller och förutsägelser om dynamiska processer i lägre atmosfären (huvudsakligen troposfären) och deras växelverkan med marken. Klimatologi, som ibland betraktas som en del av meteorologin, studerar meteorologiska processers variation inom olika områden och tidsskalor. I modern tid inkluderas studiet av processer i andra planeters atmosfärer i meteorologin. Begreppet meteorologi myntades av Aristoteles. 
Meteorologin har tillämpningar inom många områden, som exempelvis inom energiproduktion, transportväsendet (särskilt luftfart och sjöfart), jordbruk, byggnadskonstruktion och militärverksamhet. Den vetenskapliga meteorologin indelas idag i Wienskolan, Bergenskolan och Chicagoskolan.

## Historia
Meteorologi var av intresse redan i antikens Grekland. Termen meteorologi myntades av Aristoteles. Han använde dock termen i en mycket bredare betydelse, närmare geovetenskapen. En av de mest imponerande delarna i Aristoteles verk är hans beskrivning av vattnets kretslopp. De första meteorologiska instrumenten uppfanns i Italien omkring år 1600 av Galileo Galilei som konstruerade ett termoskop. Detta instrument mätte inte bara temperatur utan innebar ett paradigmskifte. Dittills hade man trott att värme och kyla var delar av Aristoteles element (eld, vatten, luft, jord). Det råder viss oklarhet i vem som först byggde ett termoskop. Det kan ha byggts av flera olika personer oberoende av varandra. 
År 1643 åstadkom Evangelista Torricelli, en tidigare assistent till Galileo, det första människoskapade vakuumet och skapade då också den första barometern. Förändring i höjd hos kvicksilver i hans Torricellirör ledde till upptäckten att atmosfärstrycket förändras över tid. 1648 upptäckte Blaise Pascal att atmosfärstrycket minskar med höjden över marken och drog slutsatsen att det måste vara vakuum utanför atmosfären. 1667 byggde Robert Hooke en anemometer för att mäta vindhastighet. 1686 kartlade Edmund Halley passadvindarna, drog slutsatsen att förändringar i atmosfären orsakas av solens värme och bekräftade Pascals upptäckt om atmosfärstryck.
1735 var George Hadley den förste som tog hänsyn till jordens rotation när han försökte beskriva passadvindens beteende. Trots att hans resultat inte var korrekt har hans införande av hadleycellen fått stor betydelse.
Mellan 1743 och 1784 observerade Benjamin Franklin att vädersystem i Nordamerika går från väst till öst, visade att blixtar är elektricitet, publicerade den första vetenskapliga kartan på golfströmmen, kopplade vulkanutbrott till väder och spekulerade i avskogningens effekt på klimatet.
1780 konstruerade Horace de Saussure med hjälp av ett hårstrå en hygrometer för mätning av luftfuktighet.
Mellan 1802 och 1803 skrev Luke Howard Om molnens förändring, i vilken han ger de olika molntyperna latinska namn.
1806 införde Francis Beaufort sitt system för klassificering av vindhastigheter.

## Bergenskolan
1918 grundades en ny väderlekstjänst i norska Bergen. Denna prognosverksamhet kom att bli stilbildande och man gjorde stora framsteg för att utveckla den moderna meteorologin. Den modell som arbetades fram har kommit att kallas Bergenskolan.
Anledningen till att vädertjänsten i Bergen startades var att man ville förbättra väderprognoserna till jordbrukare i Norge. Arbetet leddes av Vilhelm Bjerknes och till sin hjälp hade han bland annat svenskarna Tor Bergeron (meteorolog, utlånad från Sveriges Meteorologiska och Hydrologiska Anstalt, sedermera SMHI) och Carl-Gustaf Rossby (student). Arbetet ledde fram till en konceptuell modell – cyklonmodellen – för att förklara ett lågtrycks liv på våra breddgrader; hur det bildas, vandrar över hav och land och slutligen dör. Med en tillräckligt bra analys av utgångsläget kunde man med denna modell göra ganska träffsäkra prognoser som sträckte sig några dygn framåt i tiden.
I den konceptuella modellen som togs fram av de norska och svenska meteorologerna startar processen med en stationär front, en gräns mellan varmare och kallare luft som inte rör sig åt något håll. På den stationära fronten uppstår av någon anledning en liten störning och ett lågtryck börjar bildas. Corioliskraften får luften att börja rotera moturs (på norra halvklotet) runt lågtrycket och ju mer lufttrycket faller desto blåsigare blir det. När det börjar blåsa sätts också luftmassorna i rörelse; på ena sidan av lågtrycket avancerar den varma luften medan den kalla luften drar ner på den andra sidan. Detta utgör ett fullt utvecklat lågtryck med varmfront och kallfront.
Har lågtrycket bildats ute på Atlanten, där det i regel råder västliga vindar, börjar lågtrycket att röra sig mot Skandinavien samtidigt som fronterna fortsätter att rotera kring lågtryckets centrum. Kallfronten rör sig något snabbare än varmfronten vilket gör att den delvis hinner ikapp, en process som kallas för att varmfronten blir ockluderad. Ocklusionsfronten kan bete sig mest som en varmfront eller så kan den ha egenskaper som gör att den mest påminner om en kallfront. Ju äldre lågtrycket blir (några dagar eller en vecka) desto mer ockluderat blir det och desto mer kraft tappar det. Lågtrycket blir till slut en blek skugga av sitt forna jag, helt dränerat på energi och löses upp till oigenkännlighet.

## Chicagoskolan

### Numeriska väderprognoser
Tidigt på 1900-talet lade framstegen i atmosfärsfysiken grunden till moderna numeriska väderprognoser . Redan 1904 publicerade Vilhelm Bjerknes  en vetenskaplig artikel, 
The Problem of Weather Forecasting from the Standpoint of Mechanics and Physics där han beskrev hur vädret borde kunna beräknas enligt fysikens lagar. Bjerknes formulerade också hur en matematisk modell för detta borde se ut, men problemen med att lösa de däri ingående ekvationerna ansågs då oöverstigliga. 1922 publicerade Lewis Fry Richardson Weather prediction by numerical process, där han visade hur man kunde approximera ekvationerna för att en numerisk lösning skulle fås. Före datorteknikens införande var dock antalet beräkningar alldeles för stort för att kunna utföras. Richardson utförde exempelvis för hand en beräkning för att med sin metod förutsäga vädret 6 timmar framåt, men beräkningarna tog honom 6 veckor att genomföra. Genom felaktigheter i de begynnelsevärden Richardson använde för ekvationerna kom de beräknade resultaten dessutom att innehålla felaktiga förutsägelser, bland annat gav beräkningarna vid handen att lufttrycket skulle förändras med 145 hPa under prognosperioden (6 timmar).
1926 utvandrade Carl-Gustaf Rossby till USA, där han kom att göra betydande insatser för att utveckla meteorologin och atmosfärfysiken. 1940 grundade Rossby, tillsammans med amerikanska forskare The Institute of Meteorology at the University of Chicago (från 1943 The Department of Meteorology 1943), den så kallade Chicagoskolan. De första framgångsrika numeriska väderberäkningarna utfördes i USA 1950 med hjälp av datorn ENIAC . 1954 samlade Carl-Gustaf Rossby ett antal meteorologiska forskare i Stockholm och började utföra regelbundna operativa numeriska väderprognoser för praktiskt bruk. För beräkningsarbetet användes den första svenska elektroniska datorn BESK . Alla dessa försök baserades – med tanke på Richardsons misslyckanden – på förenklade matematiska modeller. Först 1958 lyckades den tyske meteorologen Karl-Heinz Hinkelmann genomföra en fungerande väderprognosberäkning baserad på Bjerknes och Richardsons modell . Hinkelmann hade redan 1951 i sin vetenskapliga artikel The mechanism of meteorological noise föreslagit att de i denna modell ingående ekvationerna var den bästa utgångspunkten för väderberäkningar, och föreslog samtidigt metoder för att undvika de problem som hade lett Richardsons beräkningsförsök till orimliga resultat.

### Satellitobservationer
Den första lyckade uppskjutningen av en vädersatellit, TIROS-1, 1960 markerar början för tiden då väderinformation finns tillgänglig globalt. Vädersatelliter tillsammans med andra typer av satelliter som kretsar runt jorden på olika höjd har blivit ett värdefullt redskap för att studera allt från skogsbränder till El Niño.

## Angränsande vetenskaper och delvetenskaper
Meteorologin eller delar av den kan ses som en del av geofysik eller geokemi.
Dynamisk meteorologi studerar atmosfärens strömningsmekanik och kan ses som en del av fluidmekanik. Inom dynamisk meteorologi utgör ett luftpaket atmosfärens minsta element och man ignorerar de molekylära och kemiska aspekterna av atmosfären. 
Gränsskiktsmeteorologi studerar atmosfären närmast markytan medan man inom aerologin studerar den fria atmosfären.
Inom klimatologi studerar man klimat, det vill säga vädrets statistiska egenskaper över längre tid. Hydrologi och oceanografi är två andra stora angränsande vetenskaper till meteorologin.

## Väderprognoser
Trots att meteorologer nu förlitar sig nästan enbart på datormodeller, är det fortfarande ganska vanligt att använda tekniker som utvecklades innan datorerna var kraftfulla nog att göra förutsägelser med acceptabel noggrannhet. Många av dessa metoder används för att avgöra kvaliteten på en prognos, det vill säga hur mycket bättre datormodellen är än en annan äldre metod.

### Ihållande väder-metoden
Enkelt uttryckt: "Det blir samma väder imorgon som idag". Denna metod fungerar bra i korta tidsperioder i områden med stabilt väder.

### Extrapolationsmetoden
Man utgår ifrån att luften rör sig liknande i framtiden som den tidigare har gjort. Fungerar bäst över korta tidsperioder och om man tar hänsyn till förändringar i tryck och nederbörd.

### Numeriska väderprognoser
Den metod som används av professionella prognosmakare. Man utgår ifrån de ekvationer som beskriver väderförändringarna. Sen delar man in sitt område av atmosfären i celler och tar initialvärden från varje cell. Ju mindre cell man har desto noggrannare resultat uppnår man, men också längre beräkningstid. Den fungerar bäst när den kombineras med någon av metoderna nedan. Det finns många olika vädermodeller som fungerar olika bra i olika fall.

### Statistikmetoden
Statistiskt sett borde medelvärdet av de olika vädermodellerna ge den bästa förutsägelsen. Den stämmer i 50–55 % av fallen.

### Trendmetoden
Innebär att bestämma förändringen hos fronter och hög- och lågtryck i modellerna över olika tidsperioder. Om trenden ses över en tillräckligt lång tid (storleksordning 24 timmar), anses den meningsfull. Prognosmodellerna har dock en tendens att skapa trender vilket gör att denna metod fungerar i 55–60 % av fallen.

### Klimatologimetoden
Innebär att man använder historiska väderdata som är insamlade under en lång tidsperiod (många år) för att avgöra vädret ett givet datum. Om vädermodellerna avviker för mycket från detta är det en osannolik lösning.

### Utveckling
Med utvecklingen av nya superdatorer följer möjligheten att göra prognoser med bättre och bättre noggrannhet. Detta beror inte bara på att cellerna kan göras mindre utan också på att man kan ta hänsyn till fler saker som påverkar klimatet. Man kan göra modeller där atmosfären, haven, vegetationen och människans påverkan beror av varandra på ett realistiskt sätt. Förutsägelser om växthuseffekten och El Niño väntas göra stora framsteg som ett resultat av detta.
Regionala modeller har också blivit intressanta. Efter lokala vädereffekter såsom översvämningen av Elbe 2002 och den Europeiska värmeböljan 2003, hoppas man kunna dra riktiga slutsatser om en ökning av dessa naturliga faror och kunna vidta motåtgärder.

## Meteorologiska institut i Norden
- Danmark, Danmarks Meteorologiske Institut
- Finland, Meteorologiska institutet
- Island, Veðurstofa Íslands
- Norge, Meteorologisk institutt
- Sverige, SMHI
- Meteorologiska världsorganisationen